# Sidiclei
Sidiclei de Souza, plus communément appelé Sidiclei, est un footballeur brésilien né le 13 mai 1972.

## Biographie
Ce défenseur joue dans les championnats brésiliens, puis dans les championnats japonais.
Il dispute un total de 289 matchs en 1re division japonaise et inscrit 26 buts dans ce championnat.

## Palmarès
Avec le Gamba Osaka
- Champion du Japon en 2005
- Vainqueur de la Coupe de la Ligue japonaise en 2007
- Finaliste de la Coupe du Japon en 2006